# Najakotiva
Najakotiva – warszawski zespół grający electro-industrial, powstały na warszawskim Żoliborzu jesienią 1994 roku. 

## Historia
Grający wcześniej w punkowym zespole The Leszczer’s Sebastian Witkowski i Kostek Usenko, na co dzień uczniowie tej samej szkoły muzycznej, oraz Marcin Skibiński z nowofalowo-elektronicznego Kruger 60 postanowili urządzić specyficzne jam session z użyciem komputerów Amiga i Atari, samplerów i syntezatorów w połączeniu z wiolonczelą i solidną dawką halucynogenów. Tego typu spotkania pod nazwą Najakotiva były kontynuowane, co owocowało kolejnymi nagraniami – „Sensemilla Session”, „Fiolet”, czy „Jestem”. Do zespołu dołączyli skrzypaczka Renata Wojnarowska i perkusista Marek Szwarc, a następnie kolejni perkusiści – David Price i Filip Rakowski. 
Twórczość Najakotivy wywodząc się z elektroniczno-industrialnych korzeni (inspiracje Kraftwerkiem i Laibachem) mocno osadzona była przede wszystkim w rzeczywistości połowy lat 90. i kulturze rave – „acidowe”, kwaśne brzmienia przetwarzanych przez efekty bitów i niepokojące syntezatorowe tła spotykały się z repetytywnymi, lirycznymi motywami granymi przez sekcję smyczkową, przypominającymi minimalistyczną muzykę filmową (Philip Glass, Michael Nyman) i motoryczną perkusją. 
W 1995 roku zespół zaczął aktywnie koncertować w Warszawie i okolicach. Jego bazą był kinoteatr Tęcza będący w tym okresie jednym z głównych centrów warszawskiego undergroundu artystycznego. Koncerty Najakotivy były multimedialnymi performensami, w trakcie których dochodziło do spektakularnych happeningów – na przykład niszczenia młotem telewizorów, rozcinania piłami tarczowymi samochodu. Na kinowym ekranie pokazywane były wizualizacje z taśmy filmowej 35 i 16 mm – znalezione na śmietniku przy Akademii Muzycznej radzieckie kroniki filmowe poświęcone różnym dziedzinom przemysłu. 
Najakotiva koncertowała kilkukrotnie w Centrum Sztuki Współczesnej w Warszawie, a także na łódzkim squacie Xylolit (razem z legendą polskiego elektro – zespołem Protoplazma), w łódzkim centrum kultury Forum Fabricum, na forcie Donjon w Srebrnej Górze i w innych miejscach. 
Najakotiva aktywnie wspierała warszawskie inicjatywy undergroundowe końca lat dziewięćdziesiątych takie jak organizacja nielegalnych rave parties pod Mostem Grota Roweckiego, czy koncertów w squacie Twierdza w opuszczonych carskich fortach. 
W roku 1999 Najakotiva zawiesiła działalność. Jej członkowie zaczęli aktywnie udzielać się w innych projektach muzycznych (większość uczestników zespołu to absolwenci Wydziału Reżyserii Dźwięku warszawskiej Akademii Muzycznej). Tworzyli i współtworzyli takie projekty jak Super Girl & Romantic Boys, 19 Wiosen, Kaliber 44 (oficjalny remix singla Konfrontacje/Rutyny), Lady Aarp, Axe Soundsystem, Sojuz 19 i wiele innych. 
W 2009 roku członkowie Najakotivy spotkali się ponownie w studiu rejestrując kolejne nagrania i postanowili wznowić działalność.
Zespół Najakotiva wystąpił na scenie Alter Space podczas Open'er Festival w 2010 roku.